# Kosmos 2304
Kosmos 2304, ruski komunikacijski satelit iz programa Kosmos. Vrste je Strijela-3.
Lansiran je 26. prosinca 1994. godine u 05:11 s kozmodroma Pljesecka u Rusiji. Lansiran je u nisku orbitu oko planeta Zemlje raketom nosačem Ciklon-3 11K68. Orbita mu je 1412 km u perigeju i 1417 km u apogeju. Orbitna inklinacija mu je 82,56°. Spacetrackov kataloški broj je 23446. COSPARova oznaka je 1994-086-F. Zemlju obilazi u 114,10 minuta. Pri lansiranju bio je mase 220 kg. 

## Vanjske poveznice
- N2YO.com Search Satellite Database
- Celes Trak SATCAT Format Documentation (engl.)
- Kunstman  Arhivirana inačica izvorne stranice od 12. kolovoza 2019. (Wayback Machine) Satellites in Orbit (engl.)